# Nemopalpus acaenohybos
Nemopalpus acaenohybos är en tvåvingeart som först beskrevs av Quate och Alexander 2000.  Nemopalpus acaenohybos ingår i släktet Nemopalpus och familjen fjärilsmyggor. Inga underarter finns listade i Catalogue of Life.